# Zuzana Haasová
Zuzana Haasová (* 20. březen 1981 Bratislava) je slovenská moderátorka, zpěvačka, spisovatelka, režisérka a herečka.

## Život
Už jako šestiletá působila v inscenacích STV. V patnácti letech účinkovala v seriálu Silvánovci. V roce 1997 hrála v seriálu Duchové dceru Zdeny Studenkové Viki Pačmagovú. Hrála i v Ordinácia v ružovej záhrade. Momentálně hraje v seriálu Panelák Soňu Jančová.
Pět let působila v rádiu Twist jako moderátorka Literární revue. Později, v roce 2005 přešla do rádia Devín, kde další čtyři sezóny uváděla pořad To vše je jazz. Jako dabingová herečka dabuje v STV a soukromých dabingových studiích.

## Zpěv
V roce 2003 absolvovala jako zpěvačka ve skupině old time band Funny Fellows živé koncertní turné po Slovensku, Česku, Rakousku, Nizozemsku a Americe. V roce 2005 vydala CD - Funny Fellows a Zuzana Haasová Vinohrad. Organizuje festival - Květnové šanzóny. Po odchodu z Funny Fellows založila kapelu The Susie Haas Band.

## Osobní život
Zuzana Haasová je sestra herečky Moniky Haasové. Její další sestra Iveta je kostýmní výtvarnice.
V roce 2013 se jí narodila dcera Karolína, ale několik hodin po porodu zemřela. Má ještě dceru Romanu. Je diabetička. Žije s Martinem Kostkou.

## Filmografie
- 1989 – Najmenší hrdinovia
- 1994 – Dvadsaťštyri hodín zo života istej ženy (TV film)
- 1994 – Pod vŕbou (TV film)
- 1994 – O krásnej strige (TV film)
- 1994 – O Zorali a dvoch bratoch
- 1995 – Škriatok
- 1996 – Silvánovci
- 1997 – Duchovia
- 2002 – Kruté Radosti
- 2007 – Ordinácia v ružovej záhrade
- 2009 – Panelák